# Эмилиано-тосканские диалекты Лукки
Эмилиано-тосканские (или тоско-эмилианские) диалекты Лукки — диалекты переходного эмилианско-тосканского типа, расположенные на линии Специя—Римини. Типологически наиболее похожи на расположенные восточнее высокогорные болонские диалекты, а также на примыкающие с северного склона Тоскано-Эмилианских Апеннин относимые к фриньянским диалекты коммун Фьюмальбо и Пьевепелаго и высокогорные реджанские диалекты (в последних, однако, присутствуют огубленные фонемы типа ö, ü). В более западных диалектах Каррары, Массы и Луниджаны помимо эмилианского и тосканского компонентов усиливается также лигурское влияние или субстрат. Луккские диалекты описаны сравнительно мало по сравнению с соседними переходными говорами. Обычно относятся к эмилиано-романьольскому континууму с учётом присущих им тосканизации и сравнительной архаичности.

## Особенности
Сохранение конечных *-o и *-e, как в высокогорных болонских: vènto, sólo (здесь с переходом -o < *-e) с возможностью их отбрасывания в словосочетаниях (особенно после сонорных), либо относительно сильная редукция (до швы или огубленной швы): vènte̥, sóle̥. Средняя редукция конечных *-o и *-e до e̥ характерна и для высокогорных реджанских диалектов.
Удвоение согласных в закрытом слоге схоже с таковым в высокогорных болонских и др. переходных диалектах, особенно часто заударному удвоению подвержены соноры (см.: céll(e̥), sólle̥ или замещение удвоенного -ll- ретрофлексным /ɖ/ — развитие, аналогичное, среди прочих, сицилийскому и сардинскому: śtorièḍa).
Сильнее, чем в высокогорных болонских диалектах выражены аллофония смычных тосканского типа и удвоение начальных согласных на месте стыка с выпавшими латинскими согласными: el voléva èsse ppiù ffòrte.
Отмечается значительное разнообразие артиклей, напр. определённый артикль м.р. al, характерный для бо́льшей части эмилианской зоны, может замещаться формами el, il, l, e̥l, e̥, i или перемежаться с ними на выбор говорящего. См.: I Vvènte̥, i Ssóle̥ (с фоносинтактическим удвоением на месте выпавшего -l артикля) или al Vènte̥, al Sóle̥ в одном и том же тексте (диалект Брики). Разнообразие вызвано как влиянием тосканского ареала, так и незавершившимся процессом прояснения редуцированных в артиклях (архаичная черта).